# Рогатий Хриб
Рогатий Хриб (словен. Rogati Hrib) — поселення в общині Кочев'є, регіон Південно-Східна Словенія, Словенія. Висота над рівнем моря: 518,3 м.